# Ausztria az 1972. évi nyári olimpiai játékokon
Ausztria az NSZK-beli Münchenben megrendezett 1972. évi nyári olimpiai játékok egyik részt vevő nemzete volt. Az országot az olimpián 15 sportágban 111 sportoló képviselte, akik összesen 3 érmet szereztek.

## Érmesek
| Érem  | Versenyző        | Sportág       | Versenyszám               |
| ----- | ---------------- | ------------- | ------------------------- |
| Ezüst | Norbert Sattler  | Kajak-kenu    | Férfi szlalom kajak egyes |
| Bronz | Ilona Gusenbauer | Atlétika      | Női magasugrás            |
| Bronz | Rudolf Dollinger | Sportlövészet | Szabadpisztoly            |

## Atlétika
Férfi
| Versenyző                                                          | Versenyszám     | Előfutam | Előfutam | Előfutam | Negyeddöntő | Negyeddöntő | Negyeddöntő | Elődöntő | Elődöntő | Elődöntő | Döntő   | Döntő    |
| Versenyző                                                          | Versenyszám     | Idő      | Hely.    | Össz.    | Idő         | Hely.       | Össz.       | Idő      | Hely.    | Össz.    | Idő     | Helyezés |
| ------------------------------------------------------------------ | --------------- | -------- | -------- | -------- | ----------- | ----------- | ----------- | -------- | -------- | -------- | ------- | -------- |
| Axel Nepraunik                                                     | 100 m           | 10,61    | 5.       | 32.*     | kiesett     | kiesett     | kiesett     | kiesett  | kiesett  | kiesett  | kiesett | kiesett  |
| Georg Regner Axel Nepraunik Günther Würfel Helmut Lang Gert Nöster | 4 × 100 m váltó | 40,49    | 4.       | 18.      |             |             |             | kizárták | kizárták | kizárták | kiesett | kiesett  |

| Versenyző       | Versenyszám   | Selejtező | Selejtező | Döntő    | Döntő    |
| Versenyző       | Versenyszám   | Eredmény  | Helyezés  | Eredmény | Helyezés |
| --------------- | ------------- | --------- | --------- | -------- | -------- |
| Heimo Reinitzer | Diszkoszvetés | 52,56 m   | 27.       | kiesett  | kiesett  |
| Peter Sternad   | Kalapácsvetés | 66,74 m   | 16.       | 66,64 m  | 17.      |

| Versenyző      | Versenyszám | 100 m | 100 m | Távolugrás | Távolugrás | Súlylökés | Súlylökés | Magasugrás | Magasugrás | 400 m | 400 m | 110 m gát | 110 m gát | Diszkoszvetés | Diszkoszvetés | Rúdugrás | Rúdugrás | Gerelyhajítás | Gerelyhajítás | 1500 m | 1500 m | Végeredmény | Végeredmény |
| Versenyző      | Versenyszám | Idő   | Pont  | Eredmény   | Pont       | Eredmény  | Pont      | Eredmény   | Pont       | Idő   | Pont  | Idő       | Pont      | Eredmény      | Pont          | Eredmény | Pont     | Eredmény      | Pont          | Idő    | Pont   | Pont        | Helyezés    |
| -------------- | ----------- | ----- | ----- | ---------- | ---------- | --------- | --------- | ---------- | ---------- | ----- | ----- | --------- | --------- | ------------- | ------------- | -------- | -------- | ------------- | ------------- | ------ | ------ | ----------- | ----------- |
| Sepp Zeilbauer | Tízpróba    | 10,97 | 812   | 716 cm     | 853        | 13,49 m   | 696       | 201 cm     | 865        | 48,77 | 861   | 15,13     | 835       | 40,84 m       | 702           | 430 cm   | 884      | 64,46 m       | 815           | 4:58,2 | 418    | 7741        | 9.          |

Női
| Versenyző                                                                    | Versenyszám     | Előfutam | Előfutam | Előfutam | Negyeddöntő | Negyeddöntő | Negyeddöntő | Elődöntő | Elődöntő | Elődöntő | Döntő   | Döntő    |
| Versenyző                                                                    | Versenyszám     | Idő      | Hely.    | Össz.    | Idő         | Hely.       | Össz.       | Idő      | Hely.    | Össz.    | Idő     | Helyezés |
| ---------------------------------------------------------------------------- | --------------- | -------- | -------- | -------- | ----------- | ----------- | ----------- | -------- | -------- | -------- | ------- | -------- |
| Karoline Käfer                                                               | 200 m           | 24,42    | 4.       | 25.      | 23,92       | 6.          | 21.         | kiesett  | kiesett  | kiesett  | kiesett | kiesett  |
| Karoline Käfer                                                               | 400 m           | 53,60    | 5.       | 24.      | 52,82       | 5.          | 16.         | kiesett  | kiesett  | kiesett  | kiesett | kiesett  |
| Maria Sykora                                                                 | 400 m           | 54,46    | 6.       | 36.      | kiesett     | kiesett     | kiesett     | kiesett  | kiesett  | kiesett  | kiesett | kiesett  |
| Maria Sykora                                                                 | 800 m           | 2:01,82  | 3.       | 8.       |             |             |             | 2:02,44  | 6.       | 11.      | kiesett | kiesett  |
| Christiane Casapicola-Wildschek Maria Sykora Gerlinde Massing Karoline Käfer | 4 × 400 m váltó | 3:42,19  | 6.       | 12.      |             |             |             |          |          |          | kiesett | kiesett  |

| Versenyző        | Versenyszám   | Selejtező | Selejtező | Döntő    | Döntő    |
| Versenyző        | Versenyszám   | Eredmény  | Helyezés  | Eredmény | Helyezés |
| ---------------- | ------------- | --------- | --------- | -------- | -------- |
| Ilona Gusenbauer | Magasugrás    | 176 cm    | 1.**      | 188 cm   |          |
| Eva Janko        | Gerelyhajítás | 56,18 m   | 7.        | 58,56 m  | 6.       |

| Versenyző           | Versenyszám | 100 m gát | 100 m gát | Súlylökés | Súlylökés | Magasugrás | Magasugrás | Távolugrás       | Távolugrás       | 200 m         | 200 m         | Végeredmény   | Végeredmény   |
| Versenyző           | Versenyszám | Idő       | Pont      | Eredmény  | Pont      | Eredmény   | Pont       | Eredmény         | Pont             | Idő           | Pont          | Pont          | Helyezés      |
| ------------------- | ----------- | --------- | --------- | --------- | --------- | ---------- | ---------- | ---------------- | ---------------- | ------------- | ------------- | ------------- | ------------- |
| Liese Sykora-Prokop | Ötpróba     | 14,11     | 852       | 15,14 m   | 903       | 165 cm     | 885        | nem állt rajthoz | nem állt rajthoz | nem ért célba | nem ért célba | nem ért célba | nem ért célba |

* - egy másik versenyzővel azonos időt ért el

** - négy másik versenyzővel azonos eredményt ért el

## Birkózás
Kötöttfogású
| Versenyző      | Versenyszám | 1. forduló                             | 2. forduló                        | 3. forduló                        | 4. forduló        | 5. forduló        | 6. forduló        | 7. forduló        | Döntő             | Helyezés    |
| Versenyző      | Versenyszám | Ellenfél Eredmény                      | Ellenfél Eredmény                 | Ellenfél Eredmény                 | Ellenfél Eredmény | Ellenfél Eredmény | Ellenfél Eredmény | Ellenfél Eredmény | Ellenfél Eredmény | Helyezés    |
| -------------- | ----------- | -------------------------------------- | --------------------------------- | --------------------------------- | ----------------- | ----------------- | ----------------- | ----------------- | ----------------- | ----------- |
| Ernst Hack     | 57 kg       | Chimedbazaryn Damdinsharav (MGL) · 3-1 | Francesco Scuderi (ITA) · 3-1     | kiesett                           | kiesett           | kiesett           | kiesett           | kiesett           | kiesett           | helyezetlen |
| Josef Brötzner | 68 kg       | Seyyit Hışırlı (TUR) · kétvállas       | Gian Matteo Ranzi (ITA) · 3.5-0.5 | kiesett                           | kiesett           | kiesett           | kiesett           |                   | kiesett           | helyezetlen |
| Franz Berger   | 74 kg       | Viktor Igumenov (URS) · 3-1            | Constant Bens (BEL) · kétvállas   | Pétrosz Galaktópulosz (GRE) · 3-1 | kiesett           | kiesett           |                   |                   | kiesett           | helyezetlen |

Szabadfogású
| Versenyző      | Versenyszám | 1. forduló                            | 2. forduló                              | 3. forduló        | 4. forduló        | 5. forduló        | 6. forduló        | 7. forduló        | Döntő             | Helyezés    |
| Versenyző      | Versenyszám | Ellenfél Eredmény                     | Ellenfél Eredmény                       | Ellenfél Eredmény | Ellenfél Eredmény | Ellenfél Eredmény | Ellenfél Eredmény | Ellenfél Eredmény | Ellenfél Eredmény | Helyezés    |
| -------------- | ----------- | ------------------------------------- | --------------------------------------- | ----------------- | ----------------- | ----------------- | ----------------- | ----------------- | ----------------- | ----------- |
| Ernst Hack     | 57 kg       | Janagida Hideaki (JPN) · 3.5-0.5      | An Dzsevon (An Jae-won) (KOR) · 3.5-0.5 | kiesett           | kiesett           | kiesett           | kiesett           | kiesett           | kiesett           | helyezetlen |
| Bruno Hartmann | 74 kg       | Danzandarjaa Sereeter (MGL) · 3.5-0.5 | Robert Blaser (SUI) · 3-1               | kiesett           | kiesett           | kiesett           | kiesett           |                   | kiesett           | helyezetlen |

## Cselgáncs
| Versenyző        | Versenyszám  | Csoport | Selejtező         | 1. forduló                           | 2. forduló                 | 3. forduló                         | 4. forduló        | Vigaszág 1. forduló | Vigaszág 2. forduló  | Vigaszág 3. forduló      | Elődöntő          | Döntő             | Helyezés |
| Versenyző        | Versenyszám  | Csoport | Ellenfél Eredmény | Ellenfél Eredmény                    | Ellenfél Eredmény          | Ellenfél Eredmény                  | Ellenfél Eredmény | Ellenfél Eredmény   | Ellenfél Eredmény    | Ellenfél Eredmény        | Ellenfél Eredmény | Ellenfél Eredmény | Helyezés |
| ---------------- | ------------ | ------- | ----------------- | ------------------------------------ | -------------------------- | ---------------------------------- | ----------------- | ------------------- | -------------------- | ------------------------ | ----------------- | ----------------- | -------- |
| Erich Pointner   | Könnyűsúly   | B       |                   | Stanko Topolčnik (YUG) · V           | kiesett                    | kiesett                            | kiesett           |                     |                      |                          |                   |                   | 19.      |
| Gerold Jungwirth | Váltósúly    | A       |                   | Armin Büchel (LIE) · GY              | Geronimo Dyogi (PHI) · GY  | Anatolij Novikov (URS) · V         | kiesett           |                     |                      |                          |                   |                   | 10.      |
| Lutz Lischka     | Középsúly    | B       | erőnyerő          | Boubker Slimani (MAR) · GY           | Philippe Aubert (SUI) · GY | O Szungnip (O Seung-nip) (KOR) · V |                   |                     | Petr Jákl (TCH) · GY | Szekine Sinobu (JPN) · V | kiesett           | kiesett           | 5.       |
| Eduard Aellig    | Félnehézsúly | B       |                   | Roberto Solórzano (CRC) · GY         | Pavle Bajčetić (YUG) · V   | kiesett                            | kiesett           |                     |                      |                          |                   |                   | 13.      |
| Erich Butka      | Nehézsúly    | A       |                   | erőnyerő                             | Doug Rogers (CAN) · V      | kiesett                            | kiesett           |                     |                      |                          |                   |                   | 11.      |
| Johann Pollak    | Nyílt        | A       |                   | Luvsansharavyn Rentsendorj (MGL) · V | kiesett                    | kiesett                            | kiesett           |                     |                      |                          |                   |                   | 19.      |

## Evezés
| Versenyző | Versenyszám              | Előfutam | Előfutam | Vigaszág | Vigaszág | Elődöntő | Elődöntő | Döntő   | Döntő   | Döntő   | Helyezés    |
| Versenyző | Versenyszám              | Idő      | Hely.    | Idő      | Hely.    | Idő      | Hely.    | Típus   | Idő     | Hely.   | Helyezés    |
| --- | ------------------------ | -------- | -------- | -------- | -------- | -------- | -------- | ------- | ------- | ------- | ----------- |
| Manfred Krausbar Josef Puchinger | Kétpárevezős             | 7:29,13  | 3.       | 7:16,16  | 4.       | kiesett  | kiesett  | kiesett | kiesett | kiesett | helyezetlen |
| Hans Fortmüller Ulli Wolf | Kormányos nélküli kettes | 7:38,53  | 5.       | 7:44,45  | 4.       | kiesett  | kiesett  | kiesett | kiesett | kiesett | helyezetlen |
| Rainer Hinteregger Manfred Grieshofer Werner Grieshofer (kormányos)                                                                                      | Kormányos kettes         | 8:08,88  | 4.       | 8:15,94  | 4.       | kiesett  | kiesett  | kiesett | kiesett | kiesett | helyezetlen |
| Martin Hinterleitner Norbert Hlobil Kurt Sandhäugl Peter Preiß Manfred Ruthner Peter Bredl Karl Sinzinger, Sr. Franz Nitsche Peter Wetzstein (kormányos) | Nyolcas                  | 6:20,60  | 3.       | erőnyerő | erőnyerő | 7:05,51  | 6.       | B       | 6:27,86 | 6.      | 12.         |

## Kajak-kenu

### Síkvízi
Férfi
| Versenyző                                                       | Versenyszám         | Előfutam | Előfutam | Előfutam | Vigaszág | Vigaszág | Vigaszág | Elődöntő | Elődöntő | Elődöntő | Döntő   | Döntő    |
| Versenyző                                                       | Versenyszám         | Idő      | Hely.    | Össz.    | Idő      | Hely.    | Össz.    | Idő      | Hely.    | Össz.    | Idő     | Helyezés |
| --------------------------------------------------------------- | ------------------- | -------- | -------- | -------- | -------- | -------- | -------- | -------- | -------- | -------- | ------- | -------- |
| Günther Pfaff                                                   | Kajak egyes 1000 m  | 4:10,17  | 5.       | 13.      | 4:01,07  | 1.       | 3.       | 3:57,70  | 4.       | 11.      | kiesett | kiesett  |
| Günther Pfaff Helmut Hediger                                    | Kajak kettes 1000 m | 3:43,34  | 2.       | 4.       | erőnyerő | erőnyerő | erőnyerő | 3:34,09  | 2.       | 4.       | 3:36,61 | 7.       |
| Gerhard Seibold Kurt Heubusch Heinz Rodinger Alfred Zechmeister | Kajak négyes 1000 m | 3:27,77  | 5.       | 15.      | 3:21,97  | 5.       | 8.       | kiesett  | kiesett  | kiesett  | kiesett | kiesett  |

### Szlalom
Férfi
| Versenyző                         | Versenyszám | Döntő    | Döntő    | Döntő    | Döntő    | Döntő         | Helyezés |
| Versenyző                         | Versenyszám | 1. futam | 1. futam | 2. futam | 2. futam | Jobb eredmény | Helyezés |
| Versenyző                         | Versenyszám | Pont     | Hely.    | Pont     | Hely.    | Pont          | Helyezés |
| --------------------------------- | ----------- | -------- | -------- | -------- | -------- | ------------- | -------- |
| Kurt Presslmayr                   | Kajak egyes | 322,10   | 9.       | 311,36   | 8.       | 311,36        | 10.      |
| Norbert Sattler                   | Kajak egyes | 270,76   | 1.       | 301,31   | 6.       | 270,76        |          |
| Hans Schlecht                     | Kajak egyes | 379,19   | 20.      | 319,60   | 11.      | 319,60        | 15.      |
| Heimo Müllneritsch Helmar Steindl | Kenu kettes | 375,14   | 7.       | 456,72   | 13.      | 375,14        | 8.       |

Női
| Versenyző       | Versenyszám | Döntő    | Döntő    | Döntő    | Döntő    | Döntő         | Helyezés |
| Versenyző       | Versenyszám | 1. futam | 1. futam | 2. futam | 2. futam | Jobb eredmény | Helyezés |
| Versenyző       | Versenyszám | Pont     | Hely.    | Pont     | Hely.    | Pont          | Helyezés |
| --------------- | ----------- | -------- | -------- | -------- | -------- | ------------- | -------- |
| Barbara Sattler | Kajak egyes | 557,67   | 14.      | 568,88   | 15.      | 557,67        | 18.      |

## Kerékpározás

### Országúti kerékpározás
| Versenyző                                                         | Versenyszám     | Idő             | Helyezés |
| ----------------------------------------------------------------- | --------------- | --------------- | -------- |
| Roman Humenberger                                                 | Mezőnyverseny   | 4:15:13 (+0:36) | 14.      |
| Rudolf Mitteregger                                                | Mezőnyverseny   | 4:17:09 (+2:32) | 71.      |
| Wolfgang Steinmayr                                                | Mezőnyverseny   | 4:17:09 (+2:32) | 55.      |
| Johann Summer                                                     | Mezőnyverseny   | 4:17:09 (+2:32) | 46.      |
| Siegfried Denk Roman Humenberger Rudolf Mitteregger Johann Summer | Csapat időfutam | 2:14:48 (+3:31) | 10.      |

## Lovaglás
Díjugratás
| Versenyző  | Ló       | Versenyszám | 1. forduló | 1. forduló | 2. forduló | 2. forduló | Összesen | Összesen |
| Versenyző  | Ló       | Versenyszám | Pont       | Hely.      | Pont       | Hely.      | Pont     | Helyezés |
| ---------- | -------- | ----------- | ---------- | ---------- | ---------- | ---------- | -------- | -------- |
| Hugo Simon | Lavendel | Egyéni      | 4,75       | 12.        | 4,00       | 1.         | 8,75     | 4.*      |

Lovastusa
| Versenyző                                                          | Ló                               | Versenyszám | Díjlovaglás | Díjlovaglás | Tereplovaglás | Tereplovaglás | Díjugratás | Díjugratás | Végeredmény | Végeredmény |
| Versenyző                                                          | Ló                               | Versenyszám | Bünt.       | Hely.       | Bünt.         | Hely.         | Bünt.      | Hely.      | Bünt.       | Helyezés    |
| ------------------------------------------------------------------ | -------------------------------- | ----------- | ----------- | ----------- | ------------- | ------------- | ---------- | ---------- | ----------- | ----------- |
| Ferdinand Croy                                                     | Etruska                          | Egyéni      | -50,67      | 17.         | 16,40         | 23.           | -20,00     | 28.        | -54,27      | 21.         |
| Friedrich Resch                                                    | Felhos                           | Egyéni      | -50,00      | 15.         | -102,80       | 40.           | -20,00     | 28.        | -172,80     | 40.         |
| Wolf-Dieter Rihs                                                   | Wieland                          | Egyéni      | -63,33      | 46.         | -175,20       | 46.           | -20,00     | 28.        | -258,53     | 45.         |
| Rüdiger Wassibauer                                                 | Sans Peur                        | Egyéni      | -55,67      | 29.         | nem ért célba | nem ért célba | kiesett    | kiesett    | kiesett     | kiesett     |
| Ferdinand Croy Friedrich Resch Wolf-Dieter Rihs Rüdiger Wassibauer | Etruska Felhos Wieland Sans Peur | Csapat      | -156,34     | 7.          | 75,20         | 16.           | -60,00     | 12.        | -485,60     | 12.         |

* - két másik versenyzővel azonos eredményt ért el

## Műugrás
Férfi
| Versenyző      | Versenyszám        | Selejtező | Selejtező | Döntő   | Döntő    |
| Versenyző      | Versenyszám        | Pont      | Helyezés  | Pont    | Helyezés |
| -------------- | ------------------ | --------- | --------- | ------- | -------- |
| Josef Kien     | Egyéni műugrás     | 285,30    | 32.       | kiesett | kiesett  |
| Rudolf Kruspel | Egyéni műugrás     | 293,58    | 31.       | kiesett | kiesett  |
| Rudolf Kruspel | Egyéni toronyugrás | 248,07    | 33.       | kiesett | kiesett  |
| Niki Stajković | Egyéni toronyugrás | 280,29    | 18.       | kiesett | kiesett  |

Női
| Versenyző     | Versenyszám        | Selejtező | Selejtező | Döntő  | Döntő    |
| Versenyző     | Versenyszám        | Pont      | Helyezés  | Pont   | Helyezés |
| ------------- | ------------------ | --------- | --------- | ------ | -------- |
| Inge Pertmayr | Egyéni toronyugrás | 185,19    | 12.       | 321,03 | 8.       |

## Ökölvívás
| Versenyző    | Versenyszám   | Selejtező         | 32-es főtábla              | Nyolcaddöntő      | Negyeddöntő       | Elődöntő          | Döntő             | Helyezés |
| Versenyző    | Versenyszám   | Ellenfél Eredmény | Ellenfél Eredmény          | Ellenfél Eredmény | Ellenfél Eredmény | Ellenfél Eredmény | Ellenfél Eredmény | Helyezés |
| ------------ | ------------- | ----------------- | -------------------------- | ----------------- | ----------------- | ----------------- | ----------------- | -------- |
| Franz Csandl | Nagyváltósúly | erőnyerő          | Rolando Garbey (CUB) · 0-5 | kiesett           | kiesett           | kiesett           | kiesett           | 17.      |

## Öttusa
| Versenyző                                        | Versenyszám | Lovaglás | Lovaglás | Lovaglás | Vívás    | Vívás | Vívás | Lövészet | Lövészet | Lövészet | Úszás  | Úszás | Úszás | Futás   | Futás | Futás | Összesen    | Összesen |
| Versenyző                                        | Versenyszám | Idő      | Pont     | Hely.    | Eredmény | Pont  | Hely. | Pontszám | Pont     | Hely.    | Idő    | Pont  | Hely. | Idő     | Pont  | Hely. | Összes pont | Helyezés |
| ------------------------------------------------ | ----------- | -------- | -------- | -------- | -------- | ----- | ----- | -------- | -------- | -------- | ------ | ----- | ----- | ------- | ----- | ----- | ----------- | -------- |
| Bruno Jerebicnik                                 | Egyéni      | 3:03,4   | 835      | 54.      | 33–25    | 848   | 14.   | 186      | 824      | 36.      | 4:05,6 | 908   | 50.   | 14:15,0 | 1000  | 43.   | 4415        | 44.      |
| Wolfgang Leu                                     | Egyéni      | 2:13,8   | 1085     | 8.       | 33–25    | 848   | 14.   | 191      | 934      | 15.      | 3:52,9 | 1012  | 38.   | 14:24,1 | 973   | 50.   | 4852        | 18.      |
| Peter Zobl-Wessely                               | Egyéni      | 2:54,1   | 880      | 50.      | 30–28    | 791   | 24.   | 187      | 846      | 28.      | 4:05,6 | 908   | 50.   | 13:35,3 | 1120  | 22.   | 4545        | 35.      |
| Bruno Jerebicnik Wolfgang Leu Peter Zobl-Wessely | Csapat      |          | 2800     | 17.      |          | 2540  | 5.    |          | 2604     | 5.       |        | 2828  | 15.   |         | 3093  | 13.   | 13865       | 11.      |

## Sportlövészet
Nyílt
| Versenyző           | Versenyszám           | Pont | Helyezés |
| ------------------- | --------------------- | ---- | -------- |
| Gerhard Petritsch   | Gyorstüzelő pisztoly  | 590  | 8.       |
| Hubert Garschall    | Gyorstüzelő pisztoly  | 581  | 32.      |
| Hubert Garschall    | Szabadpisztoly        | 548  | 21.      |
| Rudolf Dollinger    | Szabadpisztoly        | 560  |          |
| Karl Fröschl        | Sportpuska, fekvő     | 587  | 67.      |
| Wolfram Waibel, Sr. | Sportpuska, fekvő     | 596  | 13.      |
| Wolfram Waibel, Sr. | Sportpuska, összetett | 1137 | 25.      |
| Guido Loacker       | Sportpuska, összetett | 1126 | 39.      |
| Josef Meixner       | Trap                  | 186  | 20.      |

## Súlyemelés
| Versenyző        | Versenyszám | Nyomás                   | Nyomás                   | Szakítás                 | Szakítás                 | Lökés    | Lökés    | Összesen | Helyezés |
| Versenyző        | Versenyszám | Eredmény                 | Helyezés                 | Eredmény                 | Helyezés                 | Eredmény | Helyezés | Összesen | Helyezés |
| ---------------- | ----------- | ------------------------ | ------------------------ | ------------------------ | ------------------------ | -------- | -------- | -------- | -------- |
| Kurt Pittner     | 60 kg       | 125,0                    | 4.                       | 112,5                    | 7.                       | 145,0    | 4.       | 382,5    | 5.       |
| Walter Legel     | 67,5 kg     | kizárták                 | kizárták                 | kizárták                 | kizárták                 | kizárták | kizárták | kizárták | kizárták |
| Leopold Pichler  | 75 kg       | 145,0                    | 14.                      | érvényes kísérlet nélkül | érvényes kísérlet nélkül | kiesett  | kiesett  | kiesett  | kiesett  |
| Reinhold Platzer | 82,5 kg     | 145,0                    | 13.                      | 130,0                    | 10.                      | 167,5    | 12.      | 442,5    | 10.      |
| Rudolf Hill      | 90 kg       | érvényes kísérlet nélkül | érvényes kísérlet nélkül | kiesett                  | kiesett                  | kiesett  | kiesett  | kiesett  | kiesett  |
| Rudolf Litsch    | 90 kg       | 152,5                    | 12.                      | 130,0                    | 14.                      | 172,5    | 14.      | 455,0    | 14.      |

## Úszás
Férfi
| Versenyző          | Versenyszám | Előfutam | Előfutam | Előfutam | Elődöntő | Elődöntő | Elődöntő | Döntő   | Döntő    |
| Versenyző          | Versenyszám | Idő      | Hely.    | Össz.    | Idő      | Hely.    | Össz.    | Idő     | Helyezés |
| ------------------ | ----------- | -------- | -------- | -------- | -------- | -------- | -------- | ------- | -------- |
| Helmut Podolan     | 100 m hát   | 1:01,49  | 5.       | 22.      | kiesett  | kiesett  | kiesett  | kiesett | kiesett  |
| Helmut Podolan     | 200 m hát   | 2:13,63  | 5.       | 19.      |          |          |          | kiesett | kiesett  |
| Steffen Kriechbaum | 100 m mell  | 1:09,87  | 6.       | 27.      | kiesett  | kiesett  | kiesett  | kiesett | kiesett  |
| Steffen Kriechbaum | 200 m mell  | 2:30,09  | 3.       | 17.      |          |          |          | kiesett | kiesett  |

## Vitorlázás
Nyílt
| Versenyző                                         | Versenyszám     | Futam  | Futam | Futam | Futam  | Futam | Futam  | Futam  | Pontszám | Helyezés |
| Versenyző                                         | Versenyszám     | 1      | 2     | 3     | 4      | 5     | 6      | 7      | Pontszám | Helyezés |
| ------------------------------------------------- | --------------- | ------ | ----- | ----- | ------ | ----- | ------ | ------ | -------- | -------- |
| Peter Luschan Manfred Stelzl                      | Csillaghajó     | 14,0   | 21,0  | 10,0  | 21,0   | 13,0  | 13,0   | (24,0) | 92,0     | 11.      |
| Erich Moritz Hubert Raudaschl                     | Tempest         | 10,0   | 11,7  | 19,0  | (21,0) | 5,7   | 18,0   | 20,0   | 84,4     | 10.      |
| Ernst Seidl Kurt Seidl                            | Repülő hollandi | 21,0   | 10,0  | 32,0  | (35,0) | 24,0  | 15,0   | 25,0   | 127,0    | 18.      |
| Franz Eisl Harald Fereberger Karl Stangl          | Sárkányhajó     | 15,0   | 11,7  | 19,0  | 10,0   | 16,0  | (23,0) |        | 71,7     | 10.      |
| Peter Denzel Robert Haschka Ulrich Strohschneider | Soling          | (32,0) | 22,0  | 21,0  | 19,0   | 19,0  | 14,0   |        | 95,0     | 17.      |

## Vívás
Férfi
| Versenyző                                                      | Versenyszám       | Selejtező | Selejtező | Selejtező | Selejtező            | Negyeddöntő | Negyeddöntő | Elődöntő          | Elődöntő | Döntő             | Döntő   | Helyezés    |
| Versenyző                                                      | Versenyszám       | 1. kör | 1. kör    | 2. kör | 2. kör               | Negyeddöntő | Negyeddöntő | Elődöntő          | Elődöntő | Döntő             | Döntő   | Helyezés    |
| Versenyző                                                      | Versenyszám       | Ellenfél Eredmény | Hely.     | Ellenfél Eredmény | Hely.                | Ellenfél Eredmény | Hely.       | Ellenfél Eredmény | Hely.    | Ellenfél Eredmény | Hely.   | Helyezés    |
| -------------------------------------------------------------- | ----------------- | --- | --------- | --- | -------------------- | --- | ----------- | ----------------- | -------- | ----------------- | ------- | ----------- |
| Roland Losert                                                  | Tőr, egyéni       | 5. csoport · Greg Benko (AUS) · 4-5 · Witold Woyda (POL) · 5-0 · Haukler István (ROU) · 5-3 · Enrique Salvat (CUB) · 0-5 · Yves Daniel Darricau (LIB) · 3-5     | 4.        | 4. csoport · Kamuti Jenő (HUN) · 1-5 · Anatolij Kotyesev (URS) · 2-5 · Christian Noël (FRA) · 1-5 · Klaus Reichert (FRG) · 2-5 · Tănase Mureșanu (ROU) · 4-5 | 6.                   | kiesett | kiesett     | kiesett           | kiesett  | kiesett           | kiesett | helyezetlen |
| Roland Losert                                                  | Párbajtőr, egyéni | 6. csoport · Morten von Krogh (NOR) · 1-5 · Alexandru Istrate (ROU) · 5-2 · Guillermo Saucedo (ARG) · 5-1 · Ali Sleiman (LIB) · 5-1 · Edward Bourne (GBR) · 2-5 | 2.        | 3. csoport · Henryk Nielaba (POL) · 4-5 · Hrihorij Krissz (URS) · 5-5 · Nicola Granieri (ITA) · 3-5 · Ole Mørch (NOR) · 4-5 · Peter Askjær-Friis (DEN) · 5-2 | 5.                   | kiesett | kiesett     | kiesett           | kiesett  | kiesett           | kiesett | helyezetlen |
| Karl-Heinz Müller                                              | Párbajtőr, egyéni | 11. csoport · Schmitt Pál (HUN) · 3-5 · Orvar Jönsson (SWE) · 5-4 · Carlos Calderón (MEX) · 5-3 · Herbert Obst (CAN) · 5-1 · Pongrácz Antal (ROU) · 2-5         | 2.        | 6. csoport · Kulcsár Győző (HUN) · 2-5 · Bohdan Gonsior (POL) · 3-5 · Horst Melzig (GDR) · 5-2 · Orvar Jönsson (SWE) · 5-4 · Luis Stephens (MEX) · 5-2       | 4.                   | kiesett | kiesett     | kiesett           | kiesett  | kiesett           | kiesett | helyezetlen |
| Rudolf Trost                                                   | Párbajtőr, egyéni | 5. csoport · Szergej Paramonov (URS) · 2-5 · Bernd Uhlig (GDR) · 4-5 · George Masin (USA) · 5-4 · Ali Alamdari (IRI) · 5-3 · Remo Manelli (LUX) · 5-3           | 3.        | 5. csoport · Igor Valetov (URS) · 0-5 · Bernd Uhlig (GDR) · 5-2 · Edward Bourne (GBR) · 5-3 · Gerry Wiedel (CAN) · 5-4 · Daniel Feraud (ARG) · 5-4           | 3.                   | 1. csoport · Pongrácz Antal (ROU) · 3-5 · Szergej Paramonov (URS) · 4-5 · Bohdan Gonsior (POL) · 3-5 · Jacques Brodin (FRA) · 5-4 · Schmitt Pál (HUN) · 5-3 | 5.          | kiesett           | kiesett  | kiesett           | kiesett | helyezetlen |
| Hans Brandstätter                                              | Kard, egyéni      | 6. csoport · Régis Bonnissent (FRA) · 3-5 · Józef Nowara (POL) · 5-2 · Budaházi József (ROU) · 5-4 · Janos Mohoss (SUI) · 5-2                                   | 2.        | 4. csoport · Pézsa Tibor (HUN) · 2-5 · Philippe Bena (FRA) · 2-5 · Vlagyimir Nazlimov (URS) · 0-5 · Knut Höhne (FRG) · 3-5 · Sandor Gombay (SUI) · 5-4       | 5.                   | kiesett | kiesett     | kiesett           | kiesett  | kiesett           | kiesett | helyezetlen |
| Bernd Brodar                                                   | Kard, egyéni      | 1. csoport · Michele Maffei (ITA) · 2-5 · Alex Orban (USA) · 4-5 · Boris Stavrev (BUL) · 2-5 · Guzman Salazar (CUB) · 4-5 · Matthew Chan (HKG) · 5-4            | 5.        | kiesett | kiesett              | kiesett | kiesett     | kiesett           | kiesett  | kiesett           | kiesett | helyezetlen |
| Fritz Prause                                                   | Kard, egyéni      | 2. csoport · Mario Aldo Montano (ITA) · 2-5 · Jerzy Pawłowski (POL) · 5-4 · Sandor Gombay (SUI) · 5-1 · Mark Rakita (URS) · 5-2 · Robert Elliott (HKG) · 5-2    | 2.        | 3. csoport · Jerzy Pawłowski (POL) · 1-5 · Michele Maffei (ITA) · 2-5 · Paul Wischeidt (FRG) · 2-5 · Alex Orban (USA) · 1-5 · Richard Oldcorn (GBR) · 4-5    | 6.                   | kiesett | kiesett     | kiesett           | kiesett  | kiesett           | kiesett | helyezetlen |
| Roland Losert Karl-Heinz Müller Herbert Polzhuber Rudolf Trost | Párbajtőr, csapat | 2. csoport · Olaszország (ITA) · 9-7 · Kanada (CAN) · 12-4 · Szovjetunió (URS) · 3-9                                                                            | 2.        | Norvégia (NOR) · 3-9 | Norvégia (NOR) · 3-9 | kiesett | kiesett     | kiesett           | kiesett  | kiesett           | kiesett | 9.          |
| Hans Brandstätter Bernd Brodar Fritz Prause Günther Ulrich     | Kard, csapat      | 4. csoport · Lengyelország (POL) · 4-12 · NSZK (FRG) · 8 (57)-8 (57) · Svájc (SUI) · 8 (61)-8 (61)                                                              | 3.        | |                      | kiesett | kiesett     | kiesett           | kiesett  | kiesett           | kiesett | helyezetlen |

Női
| Versenyző                                                                           | Versenyszám | Selejtező | Selejtező | Negyeddöntő       | Negyeddöntő | Elődöntő          | Elődöntő | Döntő             | Döntő   | Helyezés    |
| Versenyző                                                                           | Versenyszám | Ellenfél Eredmény | Hely.     | Ellenfél Eredmény | Hely.       | Ellenfél Eredmény | Hely.    | Ellenfél Eredmény | Hely.   | Helyezés    |
| ----------------------------------------------------------------------------------- | ----------- | --- | --------- | ----------------- | ----------- | ----------------- | -------- | ----------------- | ------- | ----------- |
| Hannelore Hradez                                                                    | Tőr, egyéni | 3. csoport · Bóbis Ildikó (HUN) · 0-4 · Brigitte Gapais-Dumont (FRA) · 1-4 · Claudine le Comte (BEL) · 1-4 · Ana Derșidan-Ene-Pascu (ROU) · 2-4                      | 5.        | kiesett           | kiesett     | kiesett           | kiesett  | kiesett           | kiesett | helyezetlen |
| Waltraut Peck-Repa                                                                  | Tőr, egyéni | 1. csoport · Alekszandra Zabelina (URS) · 2-4 · Max Madsen (DEN) · 1-4 · Marie-Chantal Demaille (FRA) · 0-4 · Marlene Infante (CUB) · 4-2 · Harriet King (USA) · 4-3 | 6.        | kiesett           | kiesett     | kiesett           | kiesett  | kiesett           | kiesett | helyezetlen |
| Elke Radlingmaier                                                                   | Tőr, egyéni | 5. csoport · Galina Gorohova (URS) · 2-4 · Jeneiné Gyulai Ilona (ROU) · 2-4 · Giulia Lorenzoni (ITA) · 4-2 · Donna Hennyey (CAN) · 2-4                               | 4.        | kiesett           | kiesett     | kiesett           | kiesett  | kiesett           | kiesett | helyezetlen |
| Ingrid Gosch Hannelore Hradez Adrienne Krebitz Waltraut Peck-Repa Elke Radlingmaier | Tőr, csapat | 3. csoport · Szovjetunió (URS) · 2-14 · Magyarország (HUN) · 3-13 | 4.        | kiesett           | kiesett     | kiesett           | kiesett  | kiesett           | kiesett | helyezetlen |